# Calamus (starożytność)

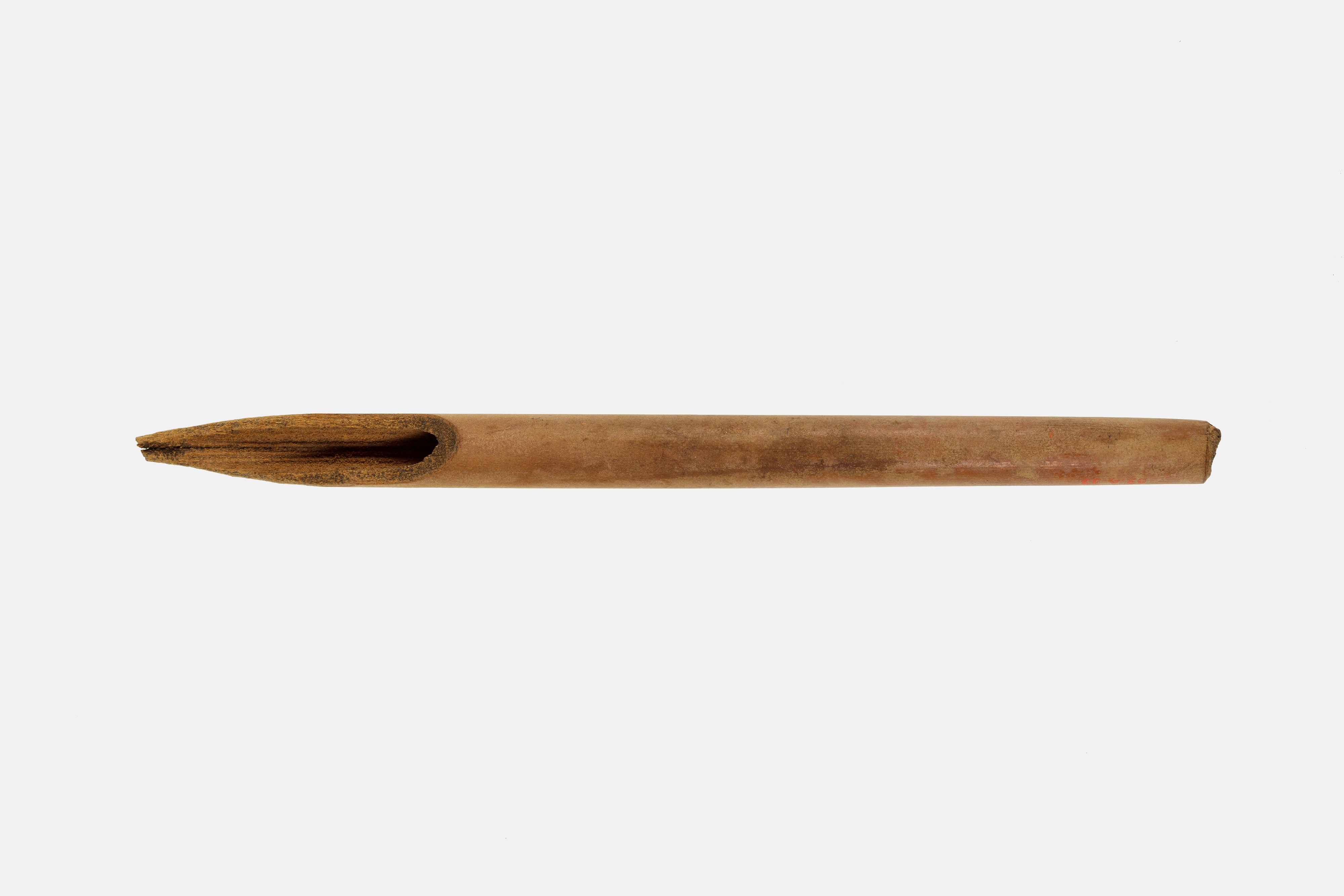
Calamus z czasów rzymskich (dł. 16 cm)

Calamus (kalamus) (łac. călămŭs, lm calami z gr. κάλαμος kálamos, lm κάλαμοι kálamoi) – używane w starożytności pióro trzcinowe o zaostrzonym i rozdwojonym zakończeniu, służące do zapisywania na miękkim podłożu (papirusie i pergaminie).
Stosowane od III wieku p.n.e., zastąpiło wcześniejszy rysik (stilus, stgr. grapheion) używany do zapisywania tekstów na utwardzonym podłożu (przede wszystkim na woskowanych tabliczkach). Kalamus nadawał się także do pisania na innym materiale (tabliczkach, ostrakach). Rzadko używano go w trwalszej postaci wykonanej z brązu jako obsadki ze stalówką. Komplet zaostrzonych kalamusów z trzciny przechowywano zwykle i noszono w odpowiednim pojemniku (theca calamaria). Zapisywano rodzajem tuszu, w przypadku pism okazalszych również barwnego, przechowywanego w pojemniczkach („kałamarzach”) glinianych lub metalowych. Podobny do chińskiego, sporządzany był z delikatnej sadzy zmieszanej z tartą gumą i dostępny w postaci sproszkowanej lub zbrylonej przeznaczonej do rozprowadzenia w wodzie. Choć w dokonanej inskrypcji trwały, z zapisywaną powierzchnią łączył się mechanicznie i wstępnie był łatwo zmywalny gąbką. 

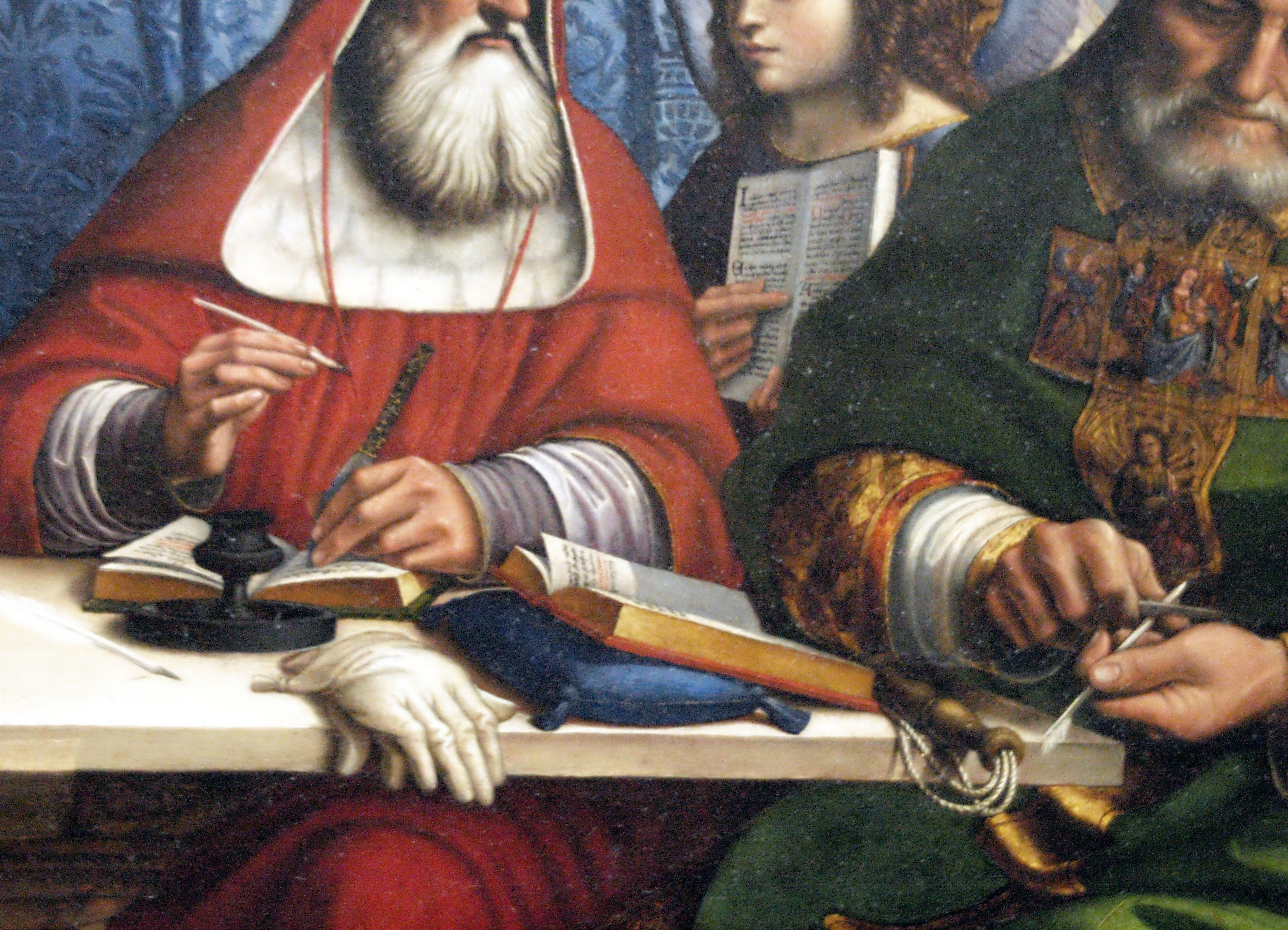
Kalamus przygotowywany (zaostrzany – z prawej) i stosowany do zapisywania XVI-wiecznych manuskryptów

Pióro trzcinowe, znane już starożytnym Egipcjanom, ale upowszechnione dopiero przez Greków, pod koniec okresu ptolemejskiego w użyciu wyparło stosowany dotąd w Egipcie cienki pędzelek. Rozpowszechniony 
ok. III w. p.n.e., przyrząd ten przetrwał dalszy okres starożytności aż do średniowiecza, później mając nadal zastosowanie na Bliskim Wschodzie (w kulturze arabskiej znany jako qalam). W Europie od XI wieku stopniowo zastępowano go zaostrzonym piórem ptasim (penna), stosowanym już od VII stulecia.
Grecy nazwy tej używali dla określenia miary starożytnego pręta równego np. 3,08 m.
U Rzymian słowo to w potocznym użyciu miało bardzo wielorakie znaczenie. Umownie stosowano je jako określenie dla trzcinowej wędki (piscatio) oraz prętu z lepem (venatio) będącym pułapką na ptaki, dla prostego instrumentu muzycznego w postaci trzcinowej piszczałki (tibia), także dla strzał (sagittae) egipskich oraz prymitywnego drogowskazu pustynnego. 
Używanie tego narzędzia pisarskiego zachowało się w łacińskim wyrażeniu lapsus calami, oznaczającym błąd popełniony w piśmie (podobnie jak lapsus linguae – błąd w mowie).